# Vladimir Denisov (fäktare)
Vladimir Gennadjevitj Denisov (ryska: Влади́мир Генна́дьевич Дени́сов), född 22 maj 1947 i Gorkij, Ryska SFSR, Sovjetunionen (nuvarande Nizjnij Novgorod, Ryssland), är en sovjetisk fäktare.
Han tog OS-silver i herrarnas lagtävling i florett i samband med de olympiska fäktningstävlingarna 1972 i München.